# Earophila niveifasciata
Earophila niveifasciata är en fjärilsart som beskrevs av George Duryea Hulst 1900. Earophila niveifasciata ingår i släktet Earophila och familjen mätare. Inga underarter finns listade i Catalogue of Life.